# Sydney Harbour Federation Trust

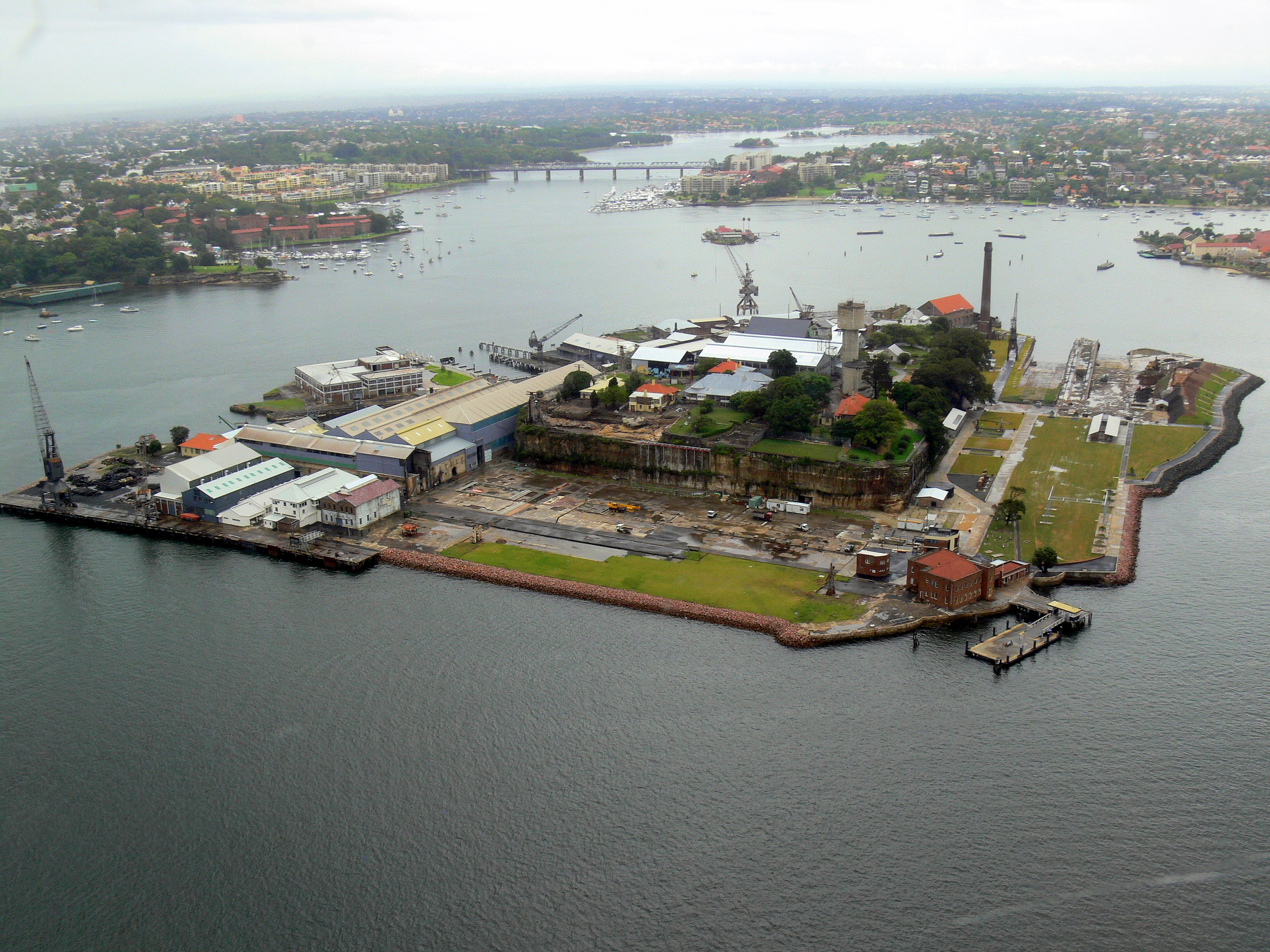
Panorama von Cockatoo Island

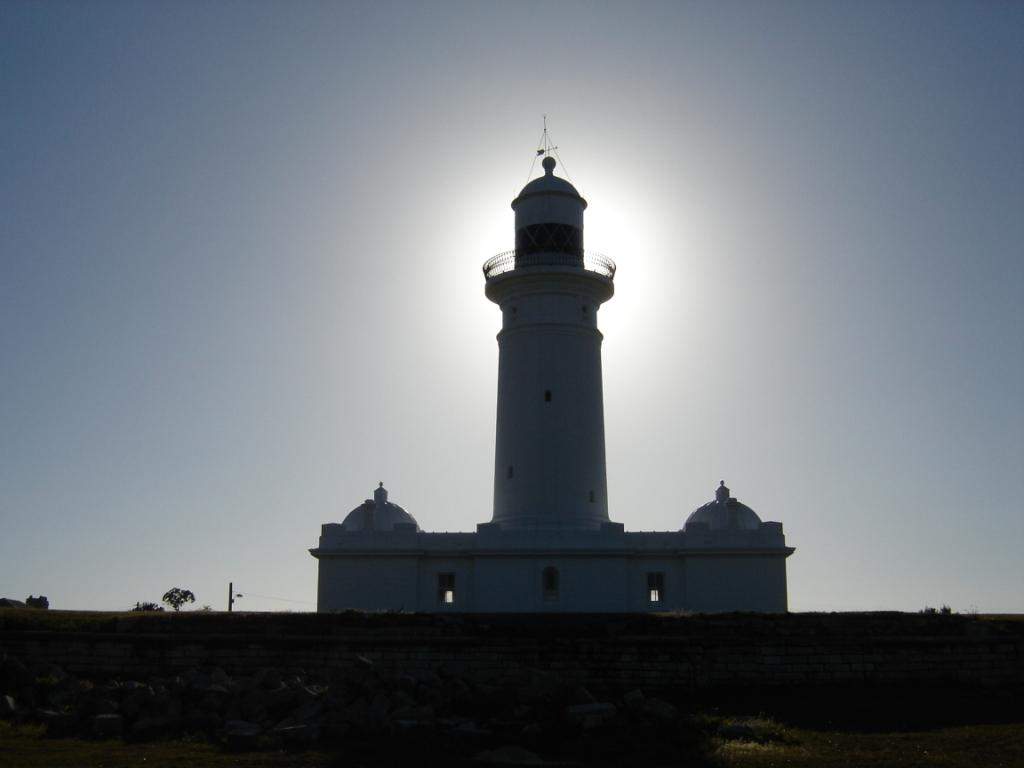
Das Macquarie Lighthouse bei Vaucluse als Silo

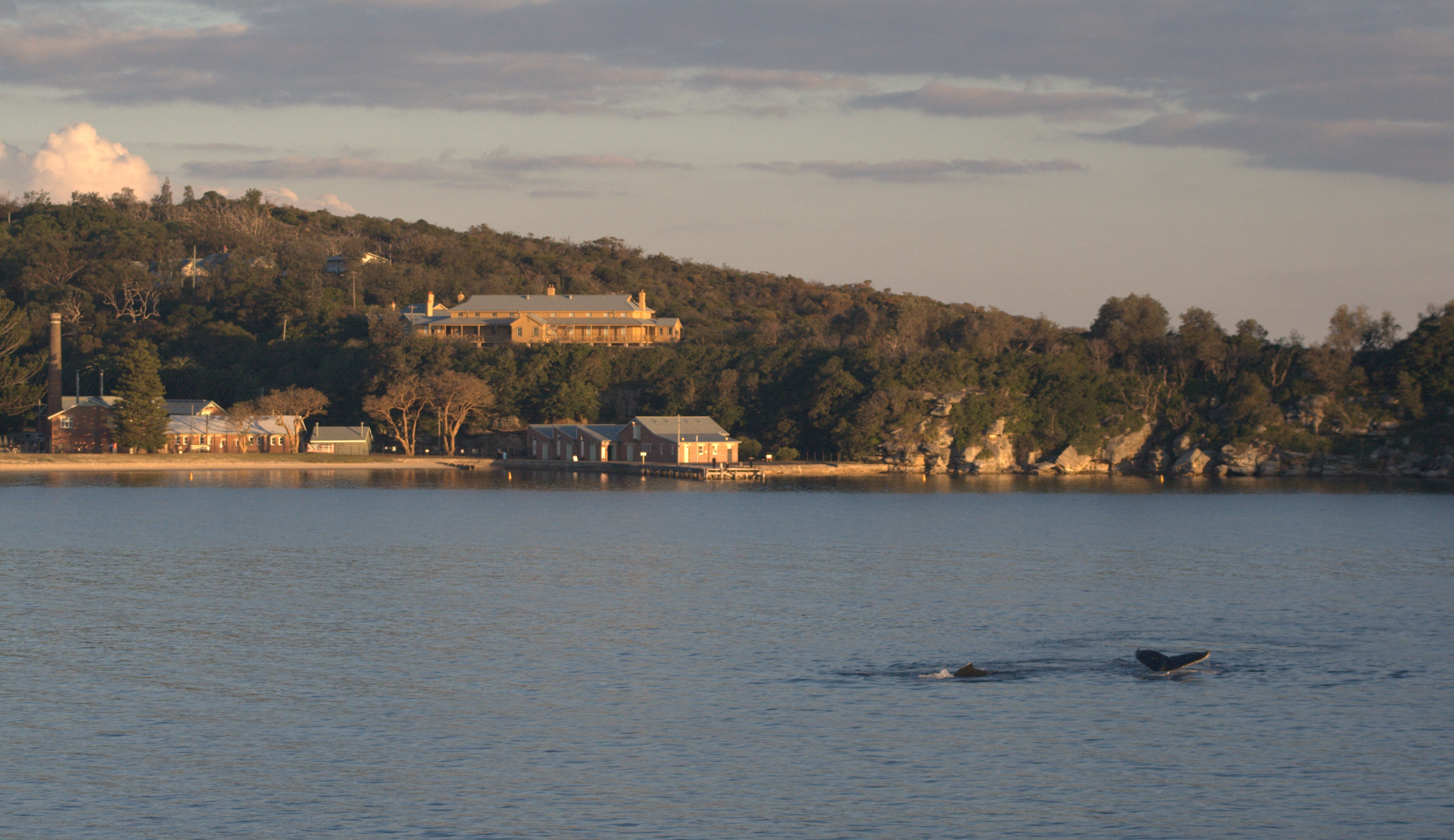
Die Quarantäne-Station auf North Head, im Vordergrund Buckelwale

Die Sydney Harbour Federation Trust, auch kurz Harbour Trust genannt, ist eine australische Behörde, die 2001 etabliert wurde, um Land und Eigentum der australischen Bundesregierung im und am Sydney Harbour zu erhalten und der Öffentlichkeit zugänglich zu machen. Der Harbour Trust ist eine nachgeordnete Behörde des australischen Bundesministeriums Department of Sustainability, Environment, Water, Population and Communities. Diese Ländereien waren teilweise über 100 Jahre nicht für die Öffentlichkeit zugänglich. Der Trust hat diese Liegenschaften vermittelt und, mit einer Ausnahme, der Öffentlichkeit zugänglich gemacht. 
Diese Behörde ist nicht mit dem Sydney Harbour Trust zu verwechseln, der privatwirtschaftlichen Hafenverwaltung, die den Schiffs- und Güterverkehr im Sydney Harbour regelt.

## Aufgaben
Der Harbour Trust transformierte die Ländereien zu urbanen Parklandschaften mit Wanderwegen, Aussichtspunkten und Picknickplätzen. Die Baulichkeiten wurden renoviert oder an Forschungsinstitute, Restaurants und Cafés, Bildungseinrichtungen, Gymnasien und öffentliche Diensteinrichtungen verpachtet. Der Trust bietet nun auch kurzzeitige Ferienunterkünfte im Headland Park in Mosman und Cockatoo Island und auch Campingplätze mit Hafen- und Stadtblick an. Ein ökologisches Schutzgebiet wurde als North Head Sanctuary bei Manly ausgewiesen.
Einige der Liegenschaften, die der Harbour Trust verwaltet, sind:
- Cockatoo Island
- Headland Park, Mosman (Middle Head, Georges Heights and Chowder Bay)
- North Head Sanctuary (Former School of Artillery auf North Head, Manly)
- Woolwich Dock and Parklands
- Macquarie Lighthouse
- Snapper Island
- Former Marine Biological Station, Watsons Bay
- HMAS Platypus Neutral Bay

Auch andere Körperschaften haben Verantwortung für Liegenschaften um den Sydney Harbour. Dazu zählen die Sydney Harbour Foreshore Authority und der Sydney-Harbour-Nationalpark, beide unter Aufsicht der Regierung von New South Wales.